# The Boys in the Band (2020)
The Boys in the Band é um  filme de drama americano de 2020 dirigido por Joe Mantello e escrito por Mart Crowley, baseado na peça de 1968 de mesmo nome de Crowley. O filme estreou no dia 30 de setembro de 2020 na Netflix.

## Enredo
Um grupo de homens gays que se reúnem em um apartamento de Nova York para a festa de aniversário de um amigo. Depois que os drinques são servidos e a música aparece, a noite expõe vagarosamente as linhas de falha sob suas amizades e a mágoa auto-infligida que ameaça sua solidariedade.

## Elenco
- Jim Parsons como Michael
- Zachary Quinto como Harold
- Matt Bomer como Donald
- Andrew Rannells como Larry
- Charlie Carver como Cowboy
- Robin de Jesús como Emory
- Brian Hutchison como Alan
- Michael Benjamin Washington como Bernard
- Tuc Watkins como Hank

## Produção

### Desenvolvimento
Em 18 de abril de 2019, Ryan Murphy anunciou através do seu Instagram, que a peça da Broadway The Boys in the Band ganharia uma adaptação para a Netflix. O filme será dirigido por Joe Mantello e terá David Stone e Ned Martel como produtores ao lado de Murphy.

### Escolha de elenco
Em 18 de abril de 2019, Murphy também anunciou que o mesmo elenco da peça iria reprisar o seu papel no filme.